# Uranotaenia trapidoi
Uranotaenia trapidoi är en tvåvingeart som beskrevs av Galindo och Blanton 1954. Uranotaenia trapidoi ingår i släktet Uranotaenia och familjen stickmyggor.
Artens utbredningsområde är Panama. Inga underarter finns listade i Catalogue of Life.